# بروموو
بروموو (به چکی: Brumov) یک منطقهٔ مسکونی در جمهوری چک است که در ناحیه برنو-تسوونتری واقع شده‌است. بروموو ۲٫۸۴ کیلومتر مربع مساحت و ۲۴۰ نفر جمعیت دارد و ۵۴۲ متر بالاتر از سطح دریا واقع شده‌است.